# Alegoría de las cucharas largas

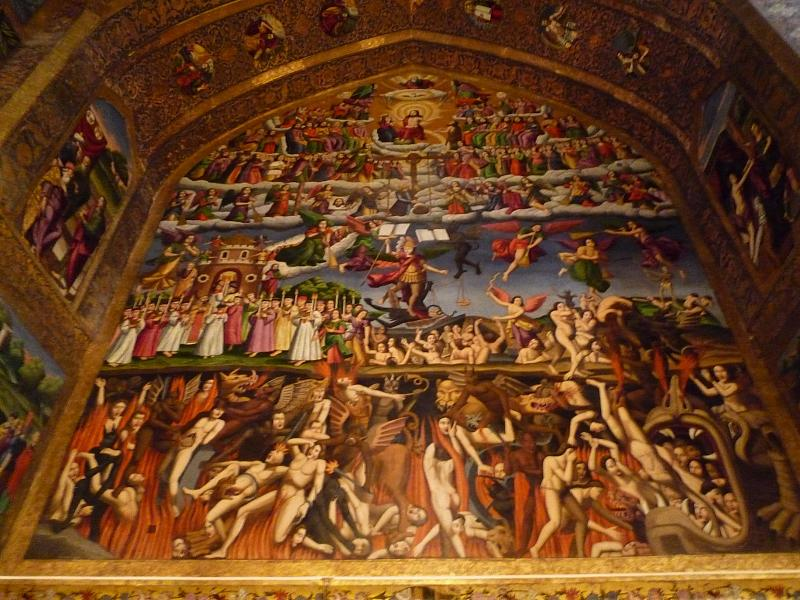
Un fresco que muestra el cielo arriba, y el infierno abajo, Catedral de San Salvador, Irán

La alegoría de las cucharas largas es una parábola que muestra la diferencia entre el cielo y el infierno mediante personas obligadas a comer con cucharas largas. Está atribuido al rabino Haim de Rumšiškės, así como a otras fuentes.
La alegoría se puede resumir de la siguiente manera:
En ambos lugares se le proporciona comida a los habitantes, pero los utensilios son demasiado largos para servirse a uno mismo con ellos. En el infierno, las personas no son capaces de cooperar, y por tanto pasan hambre. En el cielo, los comensales se alimentan los unos a los otros desde lados opuestos de la mesa, y su hambre es saciada.
La historia puede animar a la gente a ser más amable con el prójimo. Existen varias interpretaciones de la fábula, incluyendo como parte de su uso en sermones y como consejo para gente solitaria.

## Interpretación
La historia sugiere que la gente tiene la oportunidad de usar lo que les es dado (en la alegoría, las cucharas largas) para ayudarse unos a otros a nutrirse, hallándose el problema en cómo los comensales se tratan unos a otros.
Dadas condiciones similares, un grupo de personas que trata al prójimo con amabilidad creará un entorno agradable. Mientras que otro grupo de personas, dadas exactamente las mismas herramientas, puede crear condiciones desagradables simplemente en base al trato que se dan unos a otros.

## Variaciones
La alegoría de las cucharas largas ha pasado a formar parte del folclore de varias culturas, como por ejemplo la cultura judía, hindú, budista, de Oriente Medio o católica. En la Europa medieval, la comida del relato era un bol de estofado; en China, se trata un bol de arroz que es comido con palillos largos.
En algunas versiones de la historia los comensales usan cubertería normal, pero no pueden doblar los brazos. Una historia atribuida al rabino Haim de Rumšiškės describe cómo "ambos brazos estaban entablillados con listones de madera, tal que no fuese posible doblar el brazo por el codo para llevarse la comida a la boca".